# Berce
Pour les articles homonymes, voir Berce (homonymie).
Heracleum
Genre
Les Berces, Heracleum en Latin, est un genre de plantes à fleurs de la famille des Apiacées regroupant plus de cent-vingt espèces herbacées aromatiques, vivaces ou monocarpiques, naines à hautes de plusieurs mètres. Ce nombre d'espèces en fait l'un plus grands genres de la famille des Apiacées qui est elle-même l'une des plus importantes familles de plantes à fleurs, puisque regroupant plus de 300 genres et 3000 espèces. Les Berces sont surtout réparties dans l'hémisphère nord (en Eurasie principalement).
Ce genre botanique (Heracleum) a connu de nombreuses utilisations ethnobotaniques et phytopharmacologiques, augurant d'autres perspectives, dont comme ingrédients industriels et fonctionnels dans les produits alimentaires.
La sève de plusieurs espèces de Berces contient des furanocoumarines, substances photosensibilisantes provoquant des inﬂammations de la peau chez les personnes photosensibles. Il est donc recommandé de consommer de petites quantités des parties comestibles de ces Berces pour limiter le risque d'allergie, et en ne s'exposant pas au soleil après en avoir mangé. Ce procédé de protection par ingestion graduelle s'apparente à la mithridatisation.

## Étymologie
Le nom botanique du genre, Heracleum, est dédié au héros Hercule, par allusion au port robuste de la Berce. L'étymologie du terme « Berce » est quant à elle discutée (grammatici certant). Elle pourrait venir de berceau, par analogie de forme entre la graine de la plante et ce lit d'enfant.
En Picardie, elle est très souvent appelée « chouelle » (séchée, elle est parfois donnée comme nourriture aux lapins). En patois jurassien, elle est appelée « queuquet » et en gaumais « Fleûr du cône du gaye ». Dans le sud-ouest de la France, la Berce est communément appelée « charavie ».

## Description

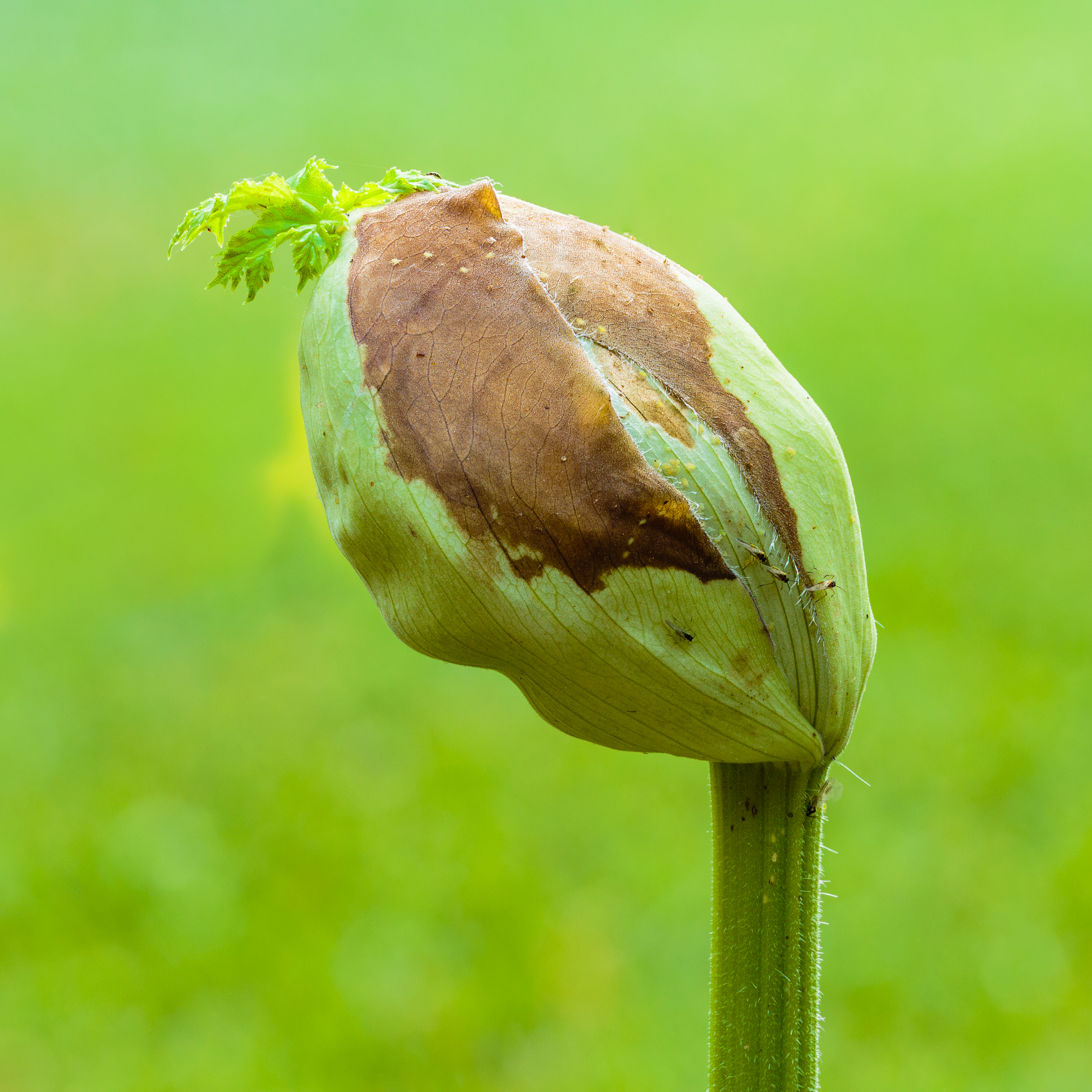
Bourgeon de fleur d'une Berce. Sa longueur est d'environ 35 mm.

Les plantes de ce genre, bisannuelles ou vivaces, ont des feuilles simples et lobées ou pennées (1 à 2), ou trisectées à mordues, poilues ou glabres selon les cas. Elles s'élèvent souvent jusqu'à 2,50 m) voire plus dans le cas de la Berce du Caucase.
Les fleurs sont à pétales blancs (vert-pâle chez quelques espèces) et forment de grandes ombelles où les fleurs extérieures présentent des pétales très inégaux. Les sépales sont minuscules. Selon les espèces, les fruits sont épineux ou glabres.
La taxonomie du genre est difficile ; Jahodová et al. estimaient en 2007 que là où de nombreuses espèces coexistent, les botanistes ont encore besoin de matériaux plus nombreux et mieux collectés pour parfaire les authentifications.
Suivant l'altitude, la floraison a lieu d'avril à septembre.

## Habitats
Le genre Heracleum compte une soixantaine d'espèces largement répandues dans l'hémisphère nord et les montagnes tropicales, dont huit en Europe de l'Ouest.
On la rencontre dans les bois clairs, les lisières fraiches à humides, les prés rocailleux jusqu'à 1 700 m.

## Aire de répartition
Le genre, surtout présent en Eurasie est notamment représenté dans le sud-est de l'Europe, avec 17 espèces en Turquie et 10 en Iran, mais le Caucase en abrite 26 espèces, et la Chine 29.
En France, on peut rencontrer, entre autres :
- la Berce commune (Heracleum sphondylium).
- la Berce du Caucase (Heracleum mantegazzianum).
- la Berce de Lecoq (Heracleum lecokii), espèce endémique du Massif central, parfois considérée comme une sous-espèce de la Berce de Sibérie (Heracleum sibiricum).
- la Berce des Pyrénées (Heracleum pyrenaicum), espèce endémique des Pyrénées.
- la Berce des Alpes (Heracleum alpinum), qui croît en fait dans le Jura.

En Amérique du Nord, on retrouve la Berce laineuse Heracleum maximum, d'aspect similaire à la Berce commune, mais plus grande.

## Usages
Les espèces de Berces ont (ou ont eu) de nombreux usages :

### Usages alimentaires
- épices[2] ;
- aromatisation de plats, de yoghourts (par exemple à partir des feuilles et fruits d' Heracleum rawianum localement nommé baldırqan dans la province d'Azerbaïdjan en Iran)[11], boissons (ex : liqueurs en France)[12] et desserts[2] ;
- aliment (crus, en conserve, en soupe ou légume cuit)[2] ; par exemple la Berce laineuse Heracleum maximum est la sixième plante herbacée traditionnellement la plus couramment consommée par les peuples amérindiens autochtones du Canada[13] ;
- confection de sortes de thés, par exemple à partir des feuilles et/ou des fruits de Berce laineuse Heracleum maximum chez les amérindiens canadiens[13], et outre atlantique en Turquie, à partir des feuilles et fruits d'Heracleum platytaenium[14] ;
- friandises[2] ;
- aliment pour le bétail, en Amérique du Nord comme en Europe[2],[15] ;

### Médecine traditionnelle
Toutes les parties de diverses Berces sont ou étaient traditionnellement utilisées, dont contre l'inflammation, les flatulences, les maux d'estomac, l'épilepsie, le psoriasis, ou encore comme carminatives, cicatrisantes, antiseptiques, antidiarrhéiques, toniques, digestives, analgésiques et anticonvulsivantes.
Nombre de ces propriétés pharmacologiques ont été confirmées par la science par des dizaines d'études différentes chez tout ou partie des espèces du genre Heracleum, avec près d'une centaine de molécules isolés dans divers tissus des plantes de ce genre.
Ces molécules pourraient expliquer des effets antiviraux, antibactériens et plus généralement antimicrobien (et notamment actifs contre les Dermatophytes, les Candida, Fusarium, Helicobacter pylori, Lactococcus garvieave, Streptococcus iniae, mais aussi des effets anti-inflammatoire, anticholinestérase, antioxydant ; antitumoral et anticancérigène/cytotoxique et immunostimulant ; analgésique/sédatif, anticonvulsivant et perméabilisant des membranes cellulaires, vasorelaxant, intéressant pour le système cardiovasculaire...ou présentant des vertus insecticide et nématicide.
En 2016, environ 50 molécules avaient déjà été décrites dans les huiles essentielles de ces espèces, dont plusieurs types bioactifs de coumarines (et il en restait probablement d'autres encore à découvrir).

## Précautions
Plusieurs espèces de Berces sont consommées depuis des siècles et dans de nombreux pays, parfois abondamment, sous diverses formes et pour tous leurs organes, sans problèmes apparents de santé publique, mais des analyses ont mis en évidence dans les années 1980-1990 des molécules insecticides et antimicrobiennes, qui permettent à la plante de se défendre. Certaines de ces molécules ont - au delà de certains seuils (parfois bas) - des effets connus néfastes sur la santé (effets manifestes dans le cas de la Berce du Caucase ; présentés plus bas dans l'article) :
Certaines molécules contenues dans H. persicum peuvent affecter le poids et les équilibres hormonaux lors de la grossesse avec un éventuel effet abortif, Jafarzadeh et al. en 2014 invitaient à une consommation prudente de cette plante lors des grossesses.
Les coumarines (aussi présents dans les fraises, les abricots, le cassis et les cerises) sont présents dans les Berces en quantités parfois assez élevées. Ces molécules ne sont pas classées cancérigènes mais présentent une légère toxicité pour les reins et le foie. L'angélicine est l'une de ces furanocoumarine naturelle (antifongique efficace contre Candida albicans, Cryptococcus neoformans, Saccharomyces cerevisiae et Aspergillus niger). Testée, avec plusieurs autres coumarines puissamment antifongiques, par Sardari et al. en 1999, sur des lignées cellulaires humaines, elles se sont montrées non-toxiques.
Les études phytochimiques des molécules et métabolites des Berces ont cependant concerné moins de 30 espèces d'Heracleum (au milieu des années 2010 et pour 120 espèces répertoriées). Le cas de la Berce du Caucase et l'éventualité d'une toxicité cachée de certaines espèces invitent à prendre quelque précautions (consommation raisonnable et précautions par temps ensoleillé).

### Cas particulier de la Berce du Caucase
La Berce du Caucase est une bisannuelle atteignant 5 m de haut, aux tiges tachées de rouge et - comme son nom l'indique - originaire d'Asie.
Cette espèce pose un double problème :
1. appréciée par les amateurs de curiosités botaniques et d'apiculteurs pour sa très grande taille et ses grandes fleurs très mellifères visitées par de nombreux insectes, cette espèce a été introduite dans certains jardins européens, d'où elle s'est naturalisée en Europe dans les prés, les terrains vagues, sur les talus des routes, et le long de bords des ruisseaux pour devenir localement invasive et très difficile à éradiquer ;
2. elle est jugée d'autant plus indésirable que sa sève, riche en furanocoumarines (angélicine, psoralène...), présente une forte phototoxicité. 
Cette sève est incolore et indolore au moment du contact, mais dans les 48h suivant un contact avec la peau y apparaissent des brûlures au 3e degré, douloureuses avec des cloques laissant parfois des cicatrices durables. Les molécules phototoxiques de cette sève, liposolubles, pénètrent aisément la barrière épidermique et les muqueuses[19],[20], causant une inflammation et des dommages à la membrane cellulaire en se liant à l'ARN et l'ADN du noyau cellulaire, conduisant ainsi à une photodermatite nécessitant parfois un traitement chirurgical[20]. L'inhalation de particules de sève de Berce du Caucase peut entraîner des symptômes pulmonaires obstructifs, et une projection dans les yeux peut causer une cécité[21]. La manipulation de la Berce du Caucase doit se faire avec la plus grande prudence, et des précautions basiques devraient être prises pour manipuler les autres Berces (éviter le soleil après contact avec la sève).
Les jardiniers et les enfants y sont particulièrement exposés.
En cas de contact avec de la sève, l'éliminer aussi rapidement que possible et sans étendre la surface touchée, avec un papier absorbant sans frotter, puis laver au savon, et rincer abondamment à l'eau. Puis éviter d'exposer la zone touchée à la lumière durant plus de 48 h. Si les yeux sont atteints, les rincer abondamment à l'eau claire puis porter des lunettes de soleil pour réduire leur exposition à la lumière. 
En cas de contact important, chez l'enfant notamment, consulter sans tarder un médecin ou un centre antipoison[22].

En savoir plus sur les brûlures photochimiques
- Urgence-pratique.com

## Réglementation

### Berces invasives
En France, trois espèces de Berce sont inscrites sur la liste annexée à l'arrêté du 14 février 2018 relatif aux espèces végétales exotiques envahissantes sur le territoire métropolitain :
- la Berce du Caucase (Heracleum mantegazzianum Sommier & Levier, 1895)
- la Berce de Perse (Heracleum persicum Desf. ex Fisch., 1841)
- la Berce de Sosnowskyi (Heracleum sosnowskyi Manden., 1944).

Ce classement interdit ainsi leur introduction, détention, transport et vente.

### Berce autorisée mais régulée
Par un arrêté du 4 septembre 2020, l'État français donne l'obligation aux distributeurs et vendeurs de Berce sphondyle d'informer leurs clients, via un étiquetage spécifique, de sa toxicité en cas de contact cutané,,.

## Représentation dans l'art
Cette plante a beaucoup inspiré les artistes « Art nouveau » de l'École de Nancy : Majorelle, Vallin, Grüber.
Elle était le thème d'une chanson du groupe Genesis, The Return of the Giant Hogweed, sur son album Nursery Cryme (1971).

## Liste des espèces
Selon Plants of the World online (POWO) (27 août 2021) :
- Heracleum abyssinicum (Boiss.) C.Norman
- Heracleum aconitifolium Woronow
- Heracleum akasimontanum Koidz.
- Heracleum albovii Manden.
- Heracleum amanum Boiss. & Kotschy
- Heracleum angustisectum (Stoj. & Acht.) Peev
- Heracleum anisactis Boiss. & Hohen.
- Heracleum antasiaticum Manden.
- Heracleum apiifolium Boiss.
- Heracleum argaeum Boiss. & Balansa
- Heracleum asperum (Hoffm.) M.Bieb.
- Heracleum austriacum L.
- Heracleum bhutanicum M.F.Watson
- Heracleum biternatum W.W.Sm.
- Heracleum candicans Wall. ex DC.
- Heracleum ×carbonnieri Reduron, Michaud & J.Molina
- Heracleum chorodanum (Hoffm.) DC.
- Heracleum crenatifolium Boiss.
- Heracleum cyclocarpum K.Koch
- Heracleum dalgadianum S.M.Almeida
- Heracleum dissectifolium K.T.Fu
- Heracleum dissectum Ledeb.
- Heracleum egrissicum Gagnidze
- Heracleum elgonense (H.Wolff) Bullock
- Heracleum fargesii H.Boissieu
- Heracleum forrestii H.Wolff
- Heracleum franchetii M.Hiroe
- Heracleum freynianum Sommier & Levier
- Heracleum gorganicum Rech.f.
- Heracleum grandiflorum Steven ex M.Bieb.
- Heracleum hemsleyanum Diels
- Heracleum henryi H.Wolff
- Heracleum humile Sm.
- Heracleum incanum Boiss. & A.Huet
- Heracleum jacquemontii C.B.Clarke
- Heracleum kansuense Diels
- Heracleum kingdonii H.Wolff
- Heracleum lehmannianum Bunge
- Heracleum leskovii Grossh.
- Heracleum ligusticifolium M.Bieb.
- Heracleum likiangense H.Wolff
- Heracleum mantegazzianum Sommier & Levier
- Heracleum maximum W.Bartram
- Heracleum moellendorffii Hance
- Heracleum nyalamense R.H.Shan & T.S.Wang
- Heracleum oncosepalum (Hand.-Mazz.) Pimenov & Kljuykov
- Heracleum oreocharis H.Wolff
- Heracleum orphanidis Boiss.
- Heracleum ossethicum Manden.
- Heracleum paphlagonicum Czeczott
- Heracleum pastinaca Fenzl
- Heracleum pastinacifolium K.Koch
- Heracleum persicum Desf. ex Fisch., C.A.Mey. & Avé-Lall.
- Heracleum peshmeniana Ekim
- Heracleum pinnatum C.B.Clarke
- Heracleum platytaenium Boiss.
- Heracleum ponticum (Lipsky) Schischk. ex Grossh.
- Heracleum pubescens (Hoffm.) M.Bieb.
- Heracleum pumilum Vill.
- Heracleum rapula Franch.
- Heracleum rawianum C.C.Towns.
- Heracleum rechingeri Manden.
- Heracleum ×rodnense Nyár. & Todor
- Heracleum roseum Steven
- Heracleum scabridum Franch.
- Heracleum scabrum Albov
- Heracleum schansianum Fedde ex H.Wolff
- Heracleum schelkovnikowii Woronow
- Heracleum sibiricum L.
- Heracleum sommieri Manden.
- Heracleum sosnowskyi Manden.
- Heracleum souliei H.Boissieu
- Heracleum sphondylium L.
- Heracleum stenopteroides Fedde ex H.Wolff
- Heracleum stenopterum Diels
- Heracleum subglabrum Kitam.
- Heracleum subtomentellum C.Y.Wu & M.L.Sheh
- Heracleum sumatranum Buwalda ex Steenis
- Heracleum taylorii C.Norman
- Heracleum tiliifolium H.Wolff
- Heracleum trachyloma Fisch. & C.A.Mey.
- Heracleum vicinum H.Boissieu
- Heracleum villosum (Hoffm.) Fisch. ex Spreng.
- Heracleum wenchuanense F.T.Pu & X.J.He
- Heracleum wilhelmsii Fisch. & C.A.Mey.
- Heracleum wolongense F.T.Pu & X.J.He
- Heracleum woodii M.F.Watson
- Heracleum xiaojinense F.T.Pu & X.J.He
- Heracleum yungningense Hand.-Mazz.

Selon The Euro+Med PlantBase (27 août 2021) (espèces recensées en Europe et Méditerranée) :
- Heracleum aconitifolium Woronow
- Heracleum albovii Grossh.
- Heracleum amanum Boiss.
- Heracleum angustisectum (Stoj. & Acht.) Peev
- Heracleum antasiaticum Manden.
- Heracleum apiifolum Boiss.
- Heracleum arganeum Boiss. & Balansa
- Heracleum asperum (Hoffm.) M. Bieb.
- Heracleum austriacum L.
- Heracleum calcareum Albov
- Heracleum carpaticum Porcius
- Heracleum chorodanum (Hoffm.) DC.
- Heracleum crenatifolium Boiss.
- Heracleum egrissicum Gagnidze
- Heracleum freynianum Sommier & Levier
- Heracleum grandiflorum M. Bieb.
- Heracleum grossheimii Manden.
- Heracleum humile Sm.
- Heracleum idae Kulieva
- Heracleum lasiopetalum Boiss.
- Heracleum leskovii Grossh.
- Heracleum ligusticifolium M. Bieb.
- Heracleum mandenovae Satzyp.
- Heracleum mantegazzianum Sommier & Levier
- Heracleum nanum Satzyp.
- Heracleum orphanidis Boiss.
- Heracleum ossethicum Manden.
- Heracleum paphlagonicum Czeczott
- Heracleum pastinaca Fenzl
- Heracleum pastinacifolium K. Koch
- Heracleum persicum Fisch.
- Heracleum peshmenianum Ekim
- Heracleum platytaenium Boiss.
- Heracleum ponticum (Lipsky) Grossh.
- Heracleum pubescens (Hoffm.) M. Bieb.
- Heracleum pumilum Vill.
- Heracleum raweanum C. C. Towns.
- Heracleum roseum Steven
- Heracleum scabrum Albov
- Heracleum sommieri Manden.
- Heracleum sphondylium L.
- Heracleum stevenii Manden.
- Heracleum trachyloma Fisch. & C. A. Mey.
- Heracleum wilhelmsii Fisch. et al.

Selon l'INPN (27 août 2021) (espèces recensées en France, outre-mer compris) :
- Heracleum alpinum L., 1753
- Heracleum granatense Boiss., 1838
- Heracleum x carbonnieri Reduron, Michaud & Molina, 2007
- Heracleum x chloranthum Borbás, 1884
- Heracleum mantegazzianum x Heracleum sphondylium
- Heracleum mantegazzianum Sommier & Levier, 1895
- Heracleum maximum W.Bartram, 1791
- Heracleum panaces L., 1753
- Heracleum persicum Desf. ex Fisch., 1841
- Heracleum platytaenium Boiss., 1844
- Heracleum pubescens (Hoffm.) M.Bieb., 1819
- Heracleum pumilum Vill., 1779
- Heracleum pyrenaicum Lam., 1785
- Heracleum sibiricum L., 1753
- Heracleum sosnowskyi Manden., 1944
- Heracleum sphondylium L., 1753
- Heracleum stevenii Manden. ex Grossh., 1949
- Heracleum trachyloma Fisch. & C.A.Mey., 1835

## Galerie

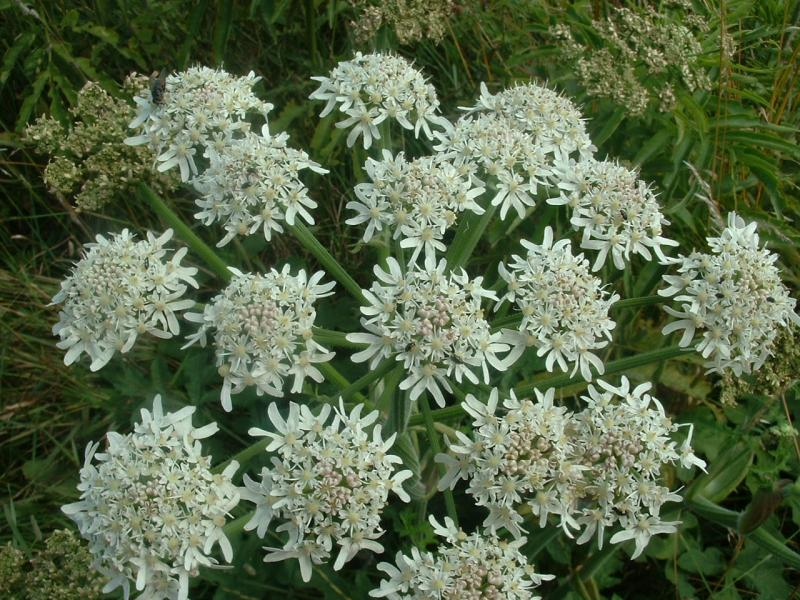
Inflorescence de Berce commune
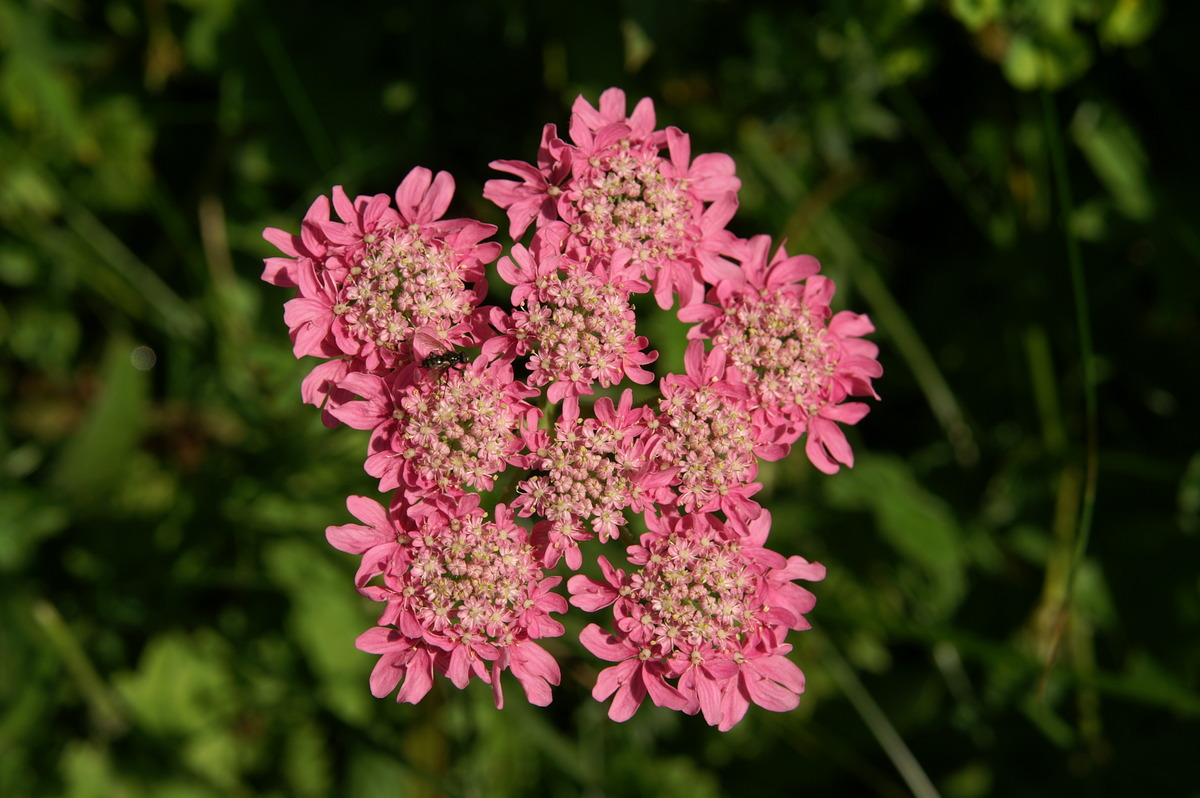
Heracleum austriacum
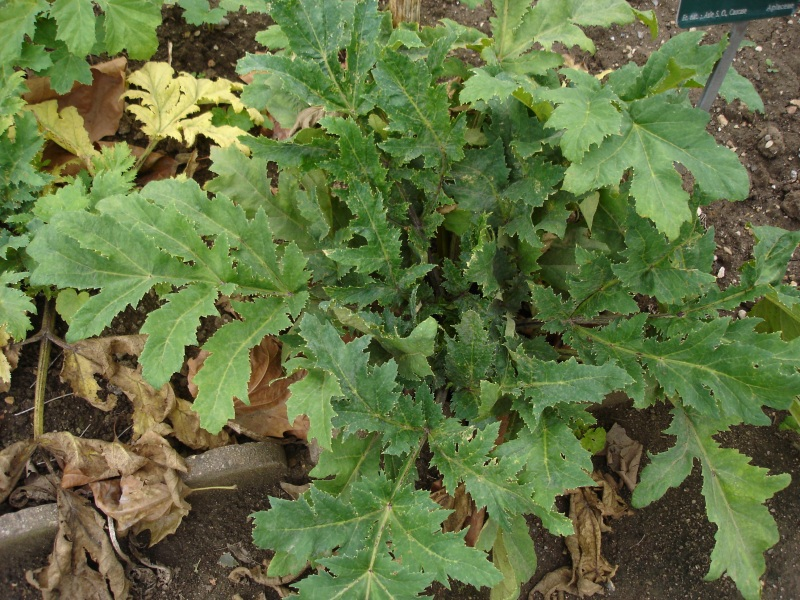
Rosette d'hivernage de la Berce du Caucase
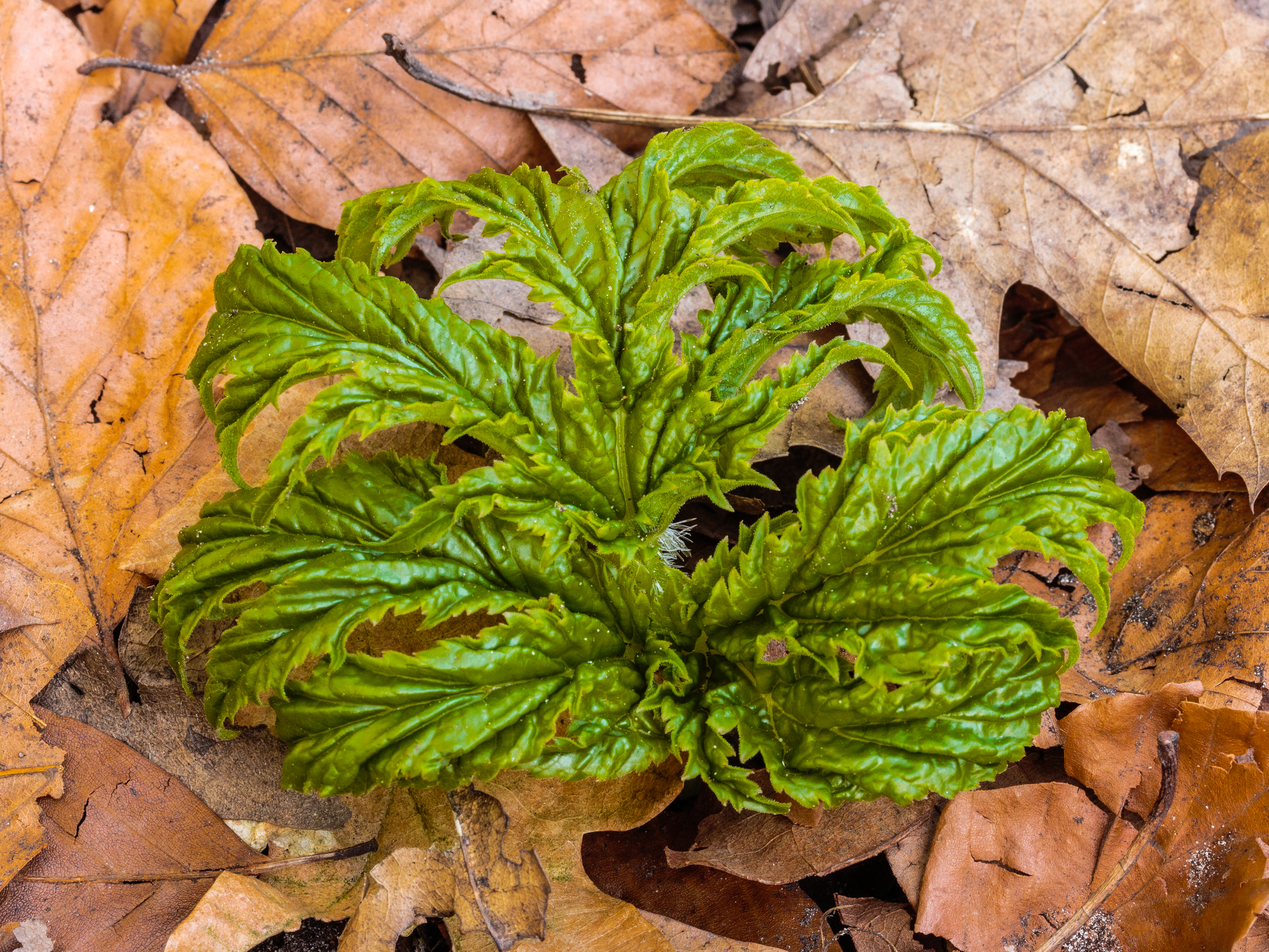
Berce sortant du tapis de sous bois
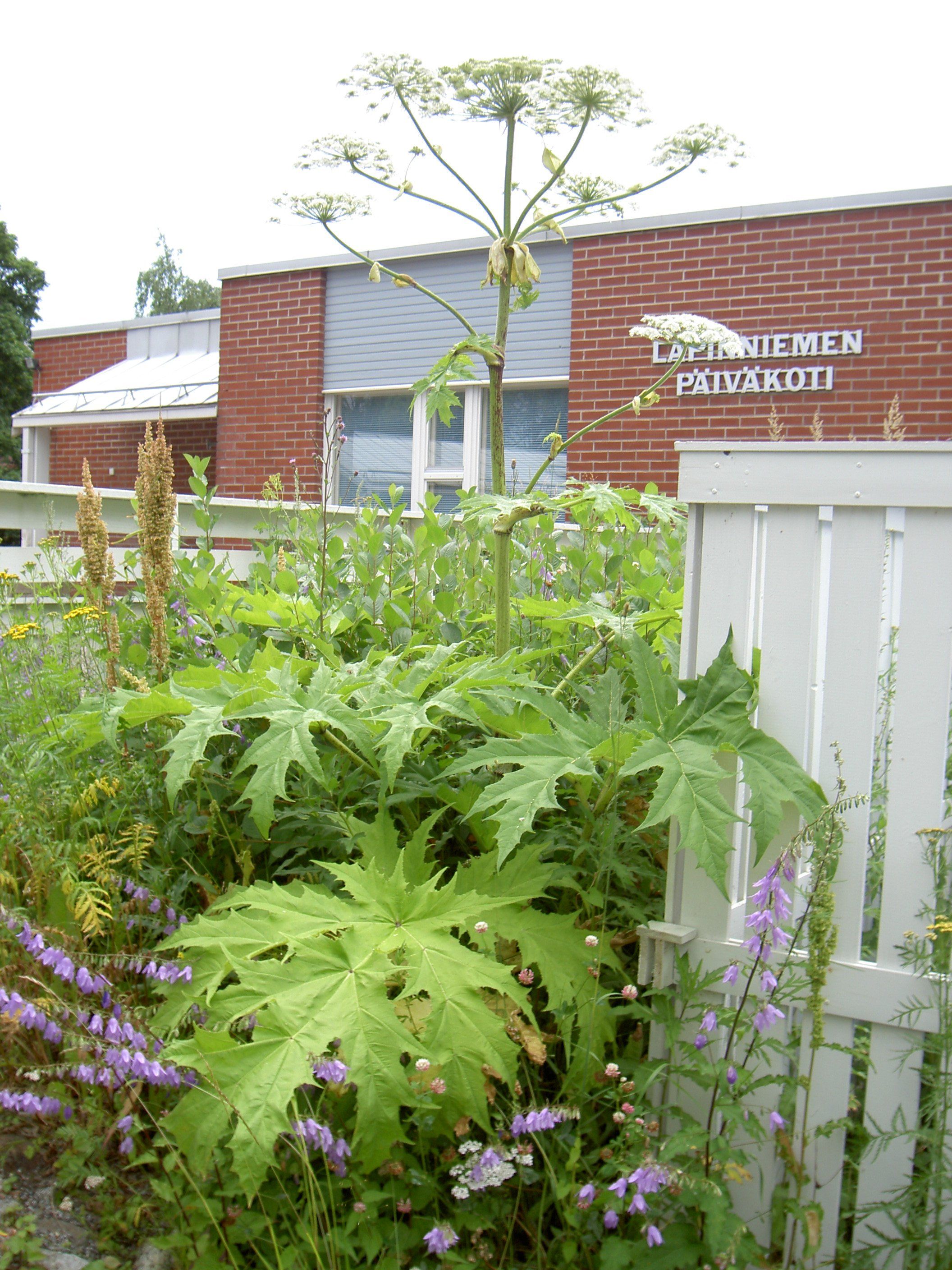
Heracleum mantegazzianum
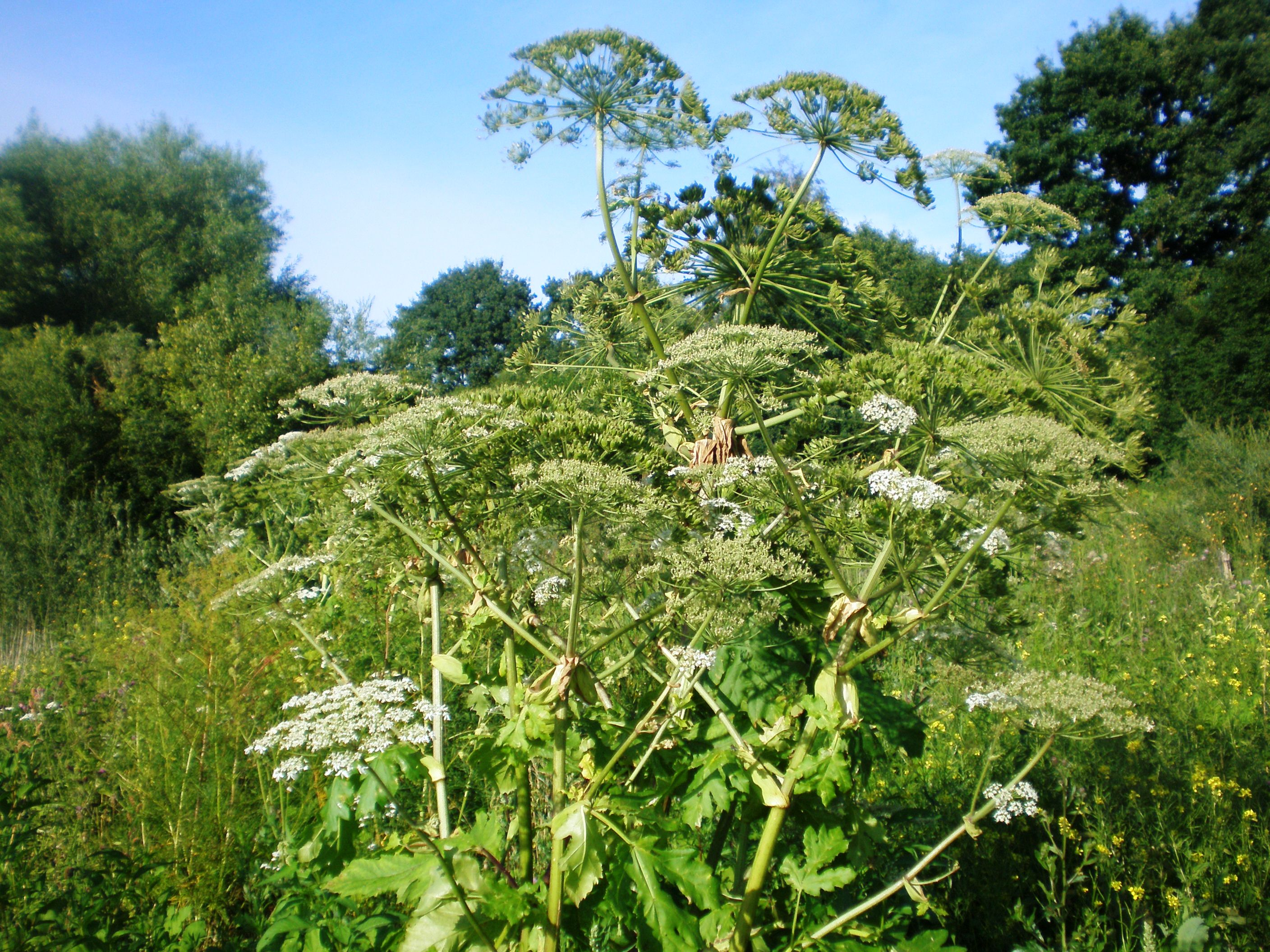
Heracleum sosnowskyi
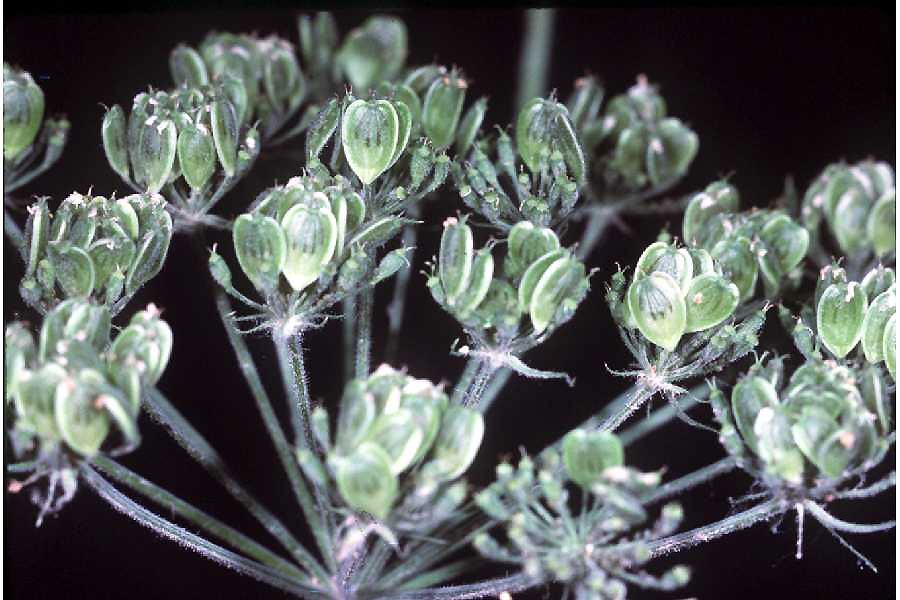
Heracleum maximum